# Літу
Лі́ту (ест. Litu küla) — село в Естонії, у волості Рідала повіту Ляенемаа.

## Населення
Чисельність населення на 31 грудня 2011 року становила 4 особи.

## Історія
З 1998 року село відновлено як окремий населений пункт.